# Purxotoma Sinay Quencró
Purxotoma Sinay Quencró (Diu - ?), 1.º Barão de Calapor, foi um empresário agrícola e comercial português.

## Biografia
Súbdito Português natural do Estado da Índia e residente em Diu, abastado Capitalista, Proprietário e Negociante de grosso trato, do qual se ignoram outras circunstâncias.
O título de 1.º Barão de Calapor foi-lhe concedido, em sua vida, por Decreto de D. Luís I de Portugal de 26 de Junho de 1873.